# Roodkopwinteruil
De roodkopwinteruil (Conistra erythrocephala) is een nachtvlinder uit de familie Noctuidae, de uilen. De voorvleugellengte bedraagt rond 16 millimeter. De soort komt verspreid over Europa voor. Hij overwintert als imago.

## Waardplanten
De roodkopwinteruil heeft als waardplanten allerlei loofbomen, oudere rupsen eten ook van kruidachtige planten.

## Voorkomen in Nederland en België
De roodkopwinteruil is in Nederland en België een schaarse soort, die in het oosten en in het zuiden van België kan worden gezien. De vlinder kent één jaarlijkse generatie die vliegt van halverwege september tot halverwege mei met een onderbreking in de wintermaanden.